# چیکی
چیکی (انگلیسی: Chiqui؛ زادهٔ ۷ اکتبر ۱۹۹۷) بازیکن فوتبال است.
از باشگاه‌هایی که در آن بازی کرده‌است می‌توان به باشگاه فوتبال لوگو اشاره کرد.